# Thomas Mérigout
Thomas Mérigout (né le 22 juin 1973 à Chambéry) est un parapentiste français.

## Biographie
Il effectue ses premiers vols en 1995. En 1997, il participe à ses premières compétitions officielles. En 1999, il décroche son BEES 1er degré, diplôme qui lui permet d'enseigner les techniques du parapente. Par ailleurs, il continue la compétition, étoffe son palmarès. Il décroche le titre de champion de France en 2001 et 2007. 
Depuis 2002, Thomas Mérigout est membre du groupe international et fait également partie de l'équipe de France. Il travaille comme moniteur de parapente à l'école Pégase-Particule à Allevard jusqu'en 2007, est formateur jeunesse et sport sur les cycles de BEES 1°, et également intervenant sur les entraînements pilotage de l'équipe de France.

## Palmarès
- 1er au championnat de France 2001
- 1er au Championnat de France 2007
- 8e à la Coupe de France 2009